# Casa de los Botines
Casa de los Botines je modernistická stavba, kterou v letech 1892 až 1894 navrhl a vystavěl architekt Antoni Gaudí. Objekt se nachází ve Španělsku, ve městě León a v současné době je objekt využíván jako sídlo banky Caja España. Budova má působit jako neo-gotická, proto jsou zde v rozích použity věžičky, které představy Gaudího umocňují. Budova je složena ze čtyř pater, podkroví a suterénu.

## Galerie

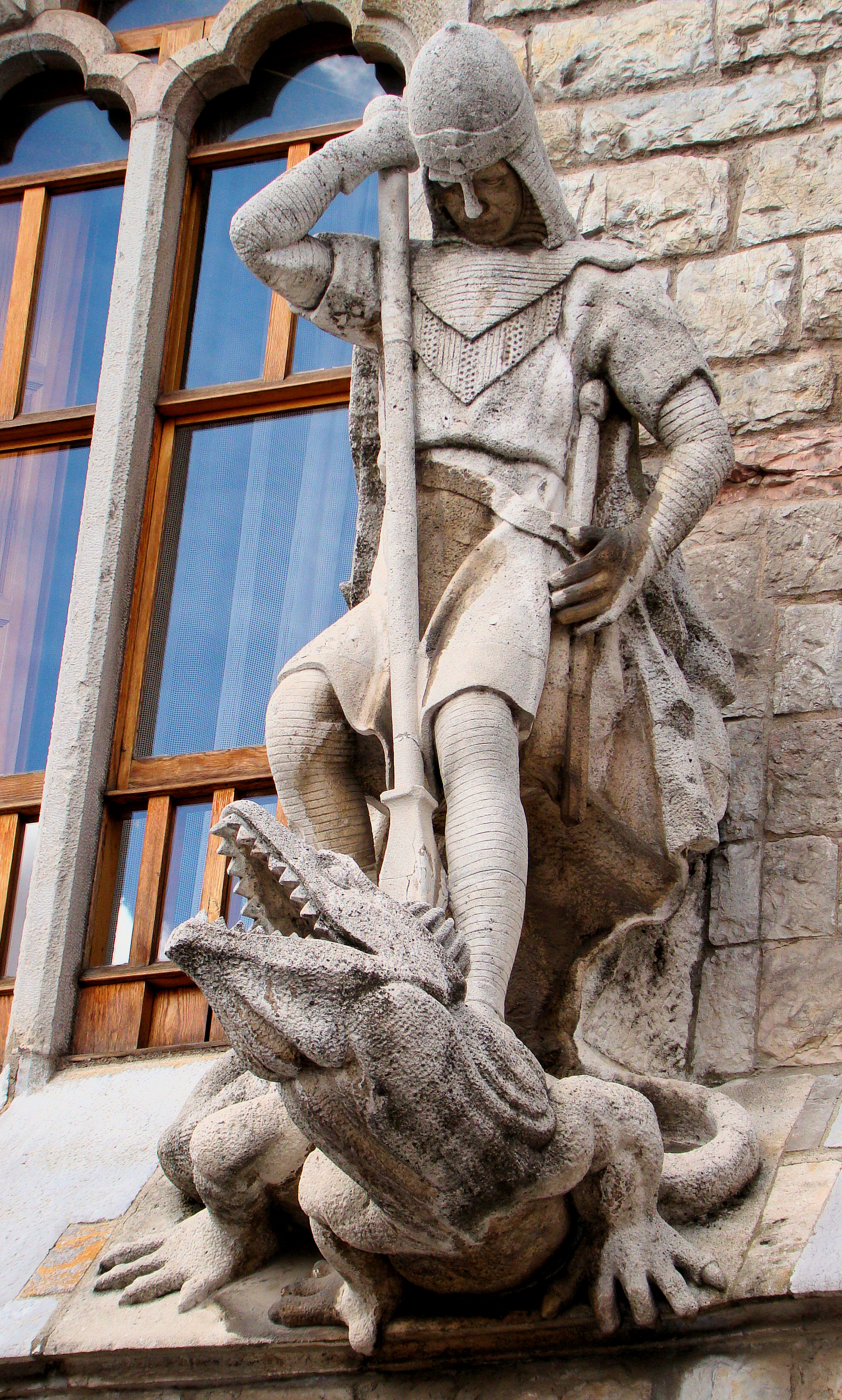
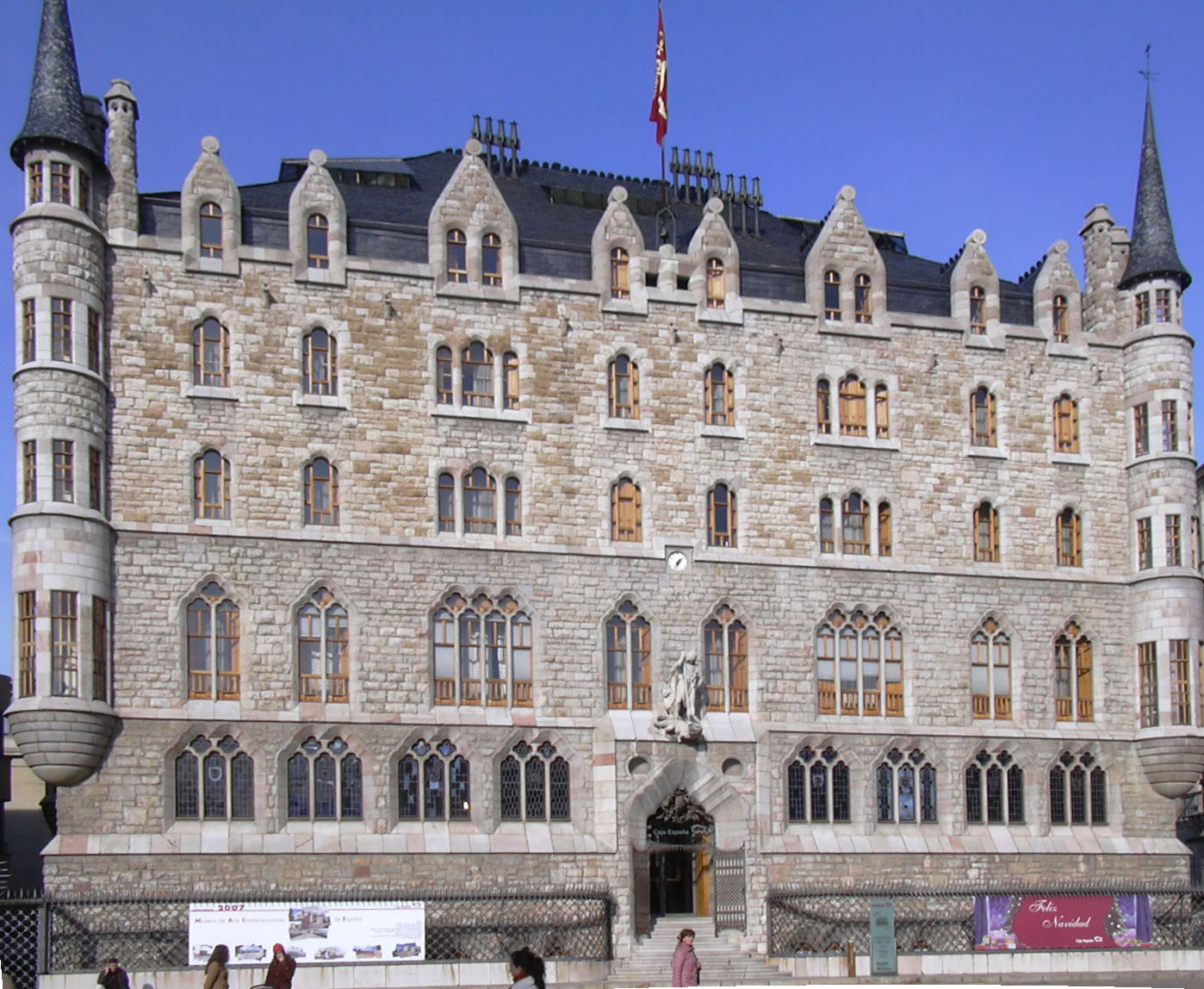
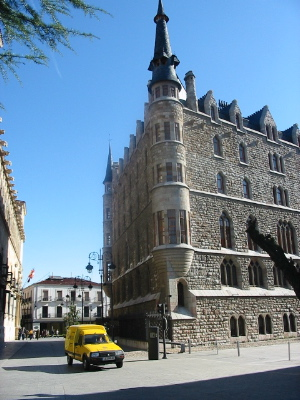
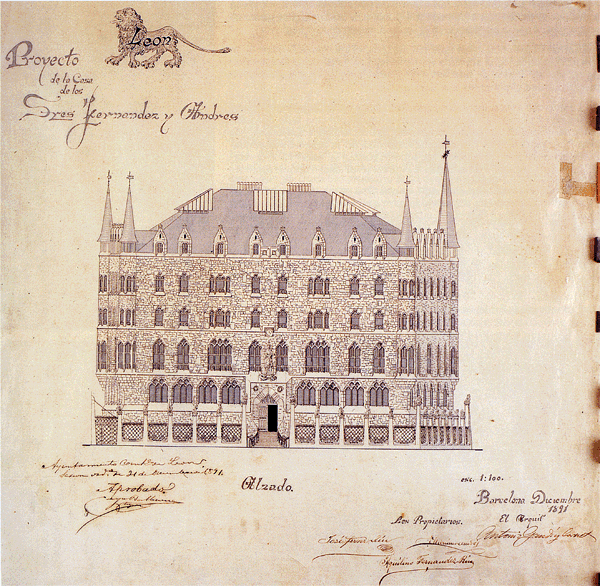
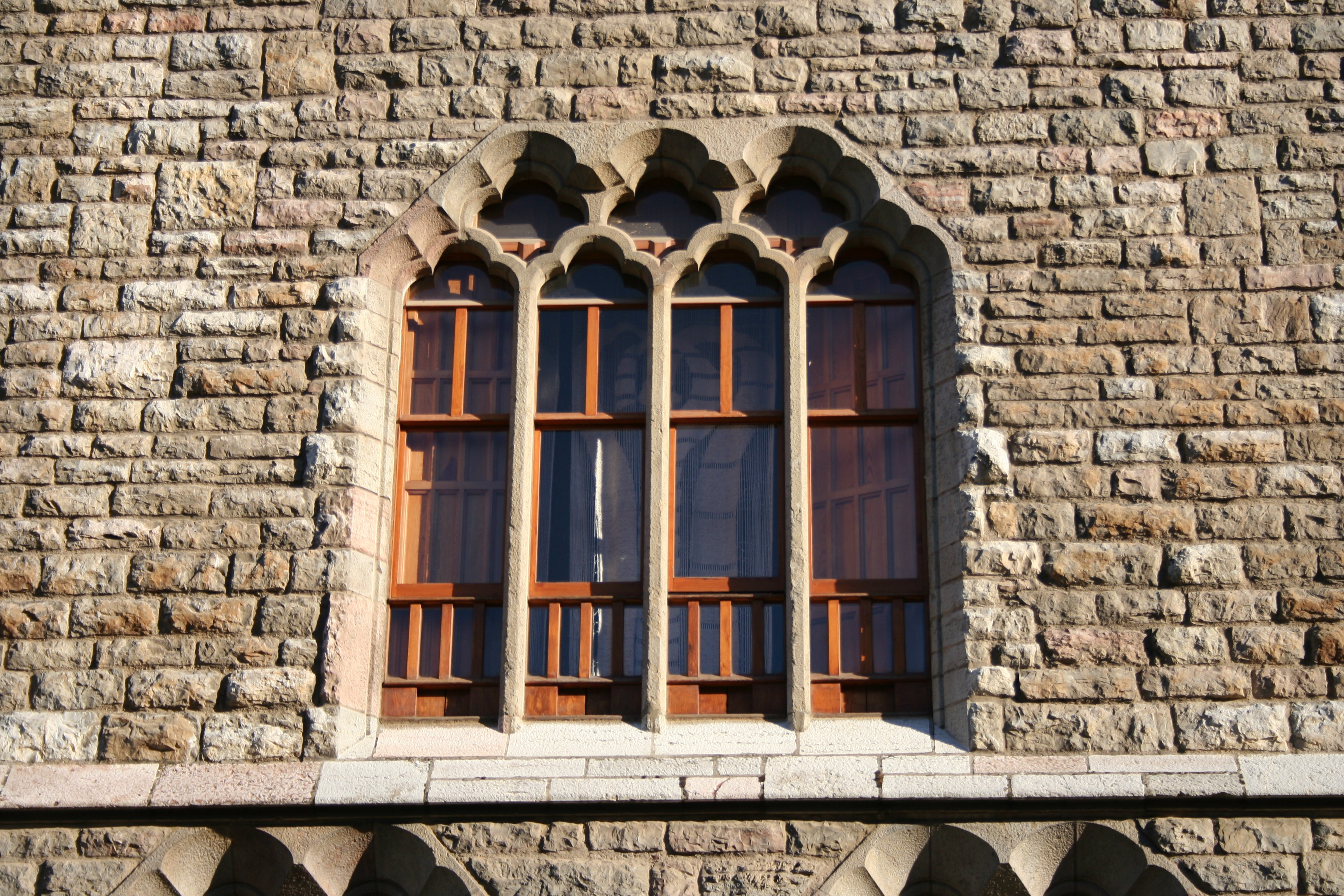